# Temporada 1938 de las Grandes Ligas de Béisbol
La Temporada 1938 de las Grandes Ligas de Béisbol fue disputada de abril a octubre, con 8 equipos tanto en la Liga Americana como en la Liga Nacional con cada equipo jugando un calendario de 152 partidos. 
La temporada finalizó cuando New York Yankees derrotaron en la Serie Mundial a Chicago Cubs en cuatro juegos, ganando así su séptimo título.

## Premios y honores
- MVP
  - Jimmie Foxx, Boston Red Sox (AL)
  - Ernie Lombardi, Cincinnati Reds (NL)

## Temporada Regular
| Liga Americana         | Liga Americana | Liga Americana | Liga Americana | Liga Americana | Liga Americana | Liga Americana |
| Equipo                 | V              | D              | CTE            | JD             | LOCAL          | VISITA         |
| ---------------------- | -------------- | -------------- | -------------- | -------------- | -------------- | -------------- |
| New York Yankees       | 99             | 53             | .651           | -              | 55-22          | 44-31          |
| Boston Red Sox         | 88             | 61             | .591           | 9½             | 52-23          | 36-38          |
| Cleveland Indians      | 86             | 66             | .566           | 13             | 46-30          | 40-36          |
| Detroit Tigers         | 84             | 70             | .545           | 16             | 48-31          | 36-39          |
| Washington Senators    | 75             | 76             | .497           | 23½            | 44-33          | 31-43          |
| Chicago White Sox      | 65             | 83             | .439           | 32             | 33-39          | 32-44          |
| St. Louis Browns       | 55             | 97             | .362           | 44             | 31-43          | 24-54          |
| Philadelphia Athletics | 53             | 99             | .349           | 46             | 28-47          | 25-52          |

| Liga Nacional         | Liga Nacional | Liga Nacional | Liga Nacional | Liga Nacional | Liga Nacional | Liga Nacional | Liga Nacional |
| Equipo                | V             | D             | CTE           | JD            | LOCAL         | VISITA        |               |
| --------------------- | ------------- | ------------- | ------------- | ------------- | ------------- | ------------- | ------------- |
| Chicago Cubs          | 89            | 63            | .586          | -             | 44-33         | 45-30         |               |
| Pittsburgh Pirates    | 86            | 64            | .573          | 2             | 44-33         | 42-31         |               |
| New York Giants       | 83            | 67            | .553          | 5             | 43-30         | 40-37         |               |
| Cincinnati Reds       | 82            | 68            | .547          | 6             | 43-34         | 39-34         |               |
| Boston Bees           | 77            | 75            | .507          | 12            | 45-30         | 32-45         |               |
| St. Louis Cardinals   | 71            | 80            | .470          | 17½           | 36-41         | 35-39         |               |
| Brooklyn Dodgers      | 69            | 80            | .463          | 18½           | 31-41         | 38-39         |               |
| Philadelphia Phillies | 45            | 105           | .300          | 43            | 26-48         | 19-57         |               |

## Postemporada
AL New York Yankees (4) vs. NL Chicago Cubs (0)
|                                                          |
| Campeón de las Grandes Ligas New York Yankees 7.º título |

## Líderes de la liga

### Liga Americana
Líderes de Bateo 
| Categoría           | Jugador          | Equipo | Marca |
| ------------------- | ---------------- | ------ | ----- |
| Porcentaje de bateo | Jimmie Foxx      | BOS    | .349  |
| Cuadrangulares      | Hank Greenberg   | DET    | 58    |
| Carreras Impulsadas | Jimmie Foxx      | BOS    | 175   |
| Carreras Anotadas   | Hank Greenberg   | DET    | 143   |
| Hits                | Joe Vosmik       | BOS    | 201   |
| Robo de Bases       | Frankie Crosetti | NYY    | 27    |

Líderes de Pitcheo 
| Categoría         | Jugador       | Equipo | Marca |
| ----------------- | ------------- | ------ | ----- |
| Victorias         | Red Ruffing   | NYY    | 21    |
| Derrotas          | George Caster | PHA    | 20    |
| ERA               | Lefty Grove   | BOS    | 3.08  |
| Ponches           | Bob Feller    | CLE    | 240   |
| Entradas Lanzadas | Bobo Newsom   | SLB    | 329.2 |
| Juegos salvados   | Johnny Murphy | NYY    | 11    |

### Liga Nacional
Líderes de Bateo 
| Categoría           | Jugador         | Equipo | Marca |
| ------------------- | --------------- | ------ | ----- |
| Porcentaje de bateo | Ernie Lombardi  | CIN    | .342  |
| Cuadrangulares      | Mel Ott         | NYG    | 36    |
| Carreras Impulsadas | Joe Medwick     | STL    | 122   |
| Carreras Anotadas   | Mel Ott         | NYG    | 116   |
| Hits                | Frank McCormick | CIN    | 209   |
| Robo de Bases       | Stan Hack       | CHC    | 16    |

Líderes de Pitcheo 
| Categoría         | Jugador        | Equipo | Marca |
| ----------------- | -------------- | ------ | ----- |
| Victorias         | Bill Lee       | CHC    | 22    |
| Derrotas          | Hugh Mulcahy   | PHI    | 20    |
| ERA               | Bill Lee       | CHC    | 2.66  |
| Ponches           | Clay Bryant    | CHC    | 135   |
| Entradas Lanzadas | Paul Derringer | CIN    | 307   |
| Juegos salvados   | Dick Coffman   | NYG    | 12    |